# Peer Jäger

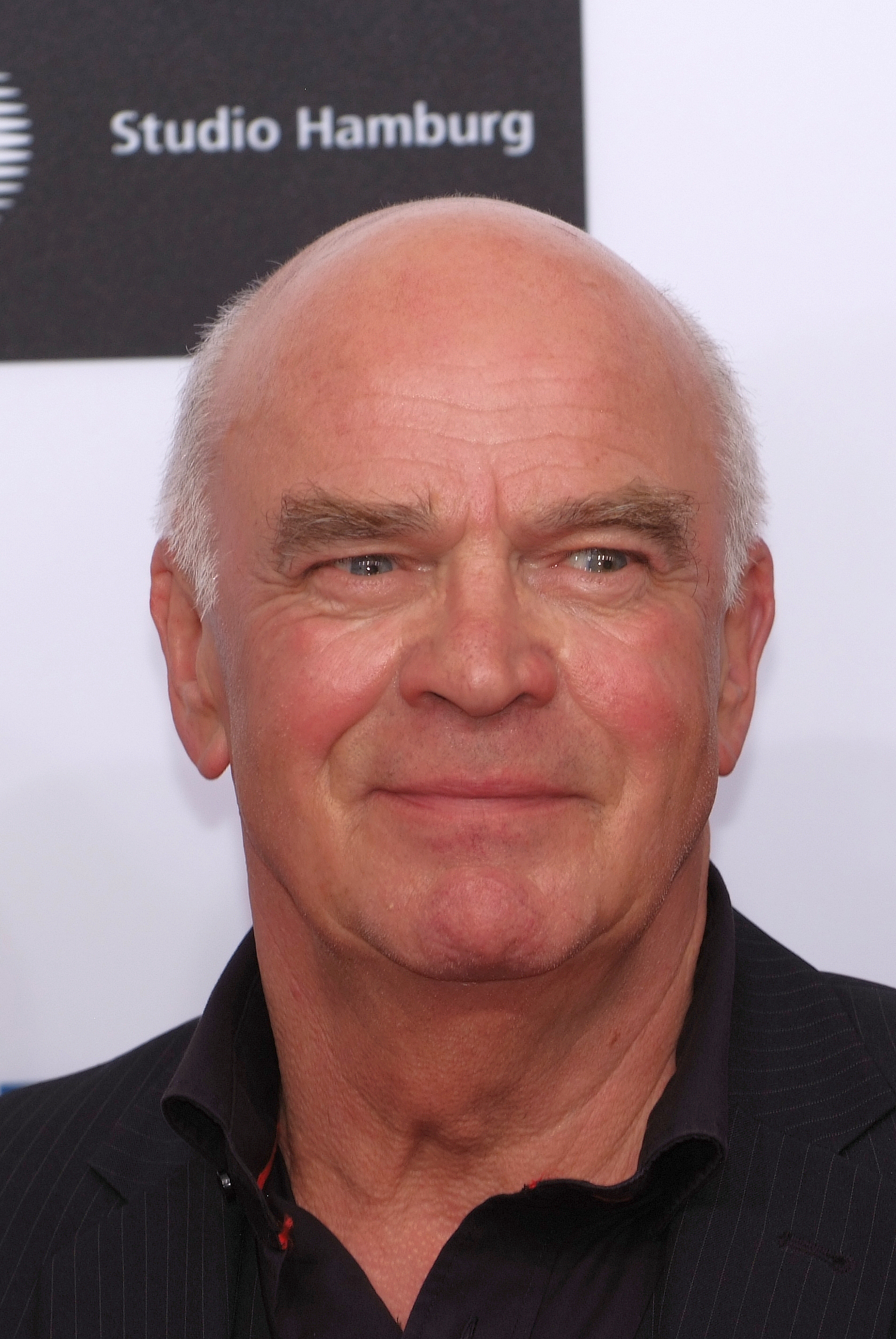
Peer Jäger bei der Verleihung des Studio Hamburg Nachwuchspreises 2012

Peer Jäger (* 2. Juli 1943 in Leipzig) ist ein deutscher Schauspieler.

## Leben
Peer Jäger absolvierte eine Schauspielausbildung an der Staatlichen Schauspielschule Berlin, der heutigen Hochschule für Schauspielkunst Ernst Busch in Ost-Berlin.
Am Anfang seiner Karriere als Schauspieler standen Theaterengagements. Von 1968 bis 1977 war Jäger festes Ensemblemitglied am Friedrich-Wolf-Theater in Neustrelitz. Von 1977 bis 1984 war er am Staatstheater Schwerin engagiert. Er wechselte dann von 1984 bis 1989 an das politische Kabarett Die Pfeffermühle nach Leipzig. Noch vor der Wende entschloss sich Jäger während eines Gastspiels der Pfeffermühle im Westen im Jahr 1989, nicht mehr in die DDR zurückzukehren. Im Westen erhielt er ab 1989 sofort ein Engagement am Stadttheater Heidelberg, wo er bis 1996 fest im Ensemble war.
Jäger spielte auf der Bühne ein breites Repertoire, das von Werken der Klassik bis zur Moderne reichte. Außerdem übernahm Jäger Rollen in Operetten, musikalischen Lustspielen und Musicals. In den letzten Jahren wandte er sich auch dem Boulevardtheater zu. 2001 spielte er an der Komödie am Kurfürstendamm in Berlin in dem Stück Liebe, List und Leidenschaft von Carlo Goldoni. 2004 spielte er in dem Stück Charleys Tante, ebenfalls in der Komödie am Kurfürstendamm. 2005 folgte dort Comedian Harmonists 2. An der Komödie Winterhuder Fährhaus in Hamburg spielte er 2006 ebenfalls in Comedian Harmonists 2.
Jäger gelang nach der Wiedervereinigung zügig der Wechsel zum Film und zum Fernsehen. Ab Anfang der 1990er Jahre begann dann seine dauerhafte Karriere im deutschen Fernsehen. Jäger übernahm hierbei mehrere durchgehende Serienrollen, wiederkehrende Episodenrollen und auch Gastrollen.
Jäger wurde im deutschen Fernsehen häufig in Krimiserien, aber auch in anspruchsvollen Fernsehspielen und Produktionen mit zeitgeschichtlichem Hintergrund eingesetzt. Er hat sich inzwischen als sensibler und differenzierter Charakterdarsteller einen Namen gemacht.
Bekanntheit erlangte Jäger vor allem durch mehrere durchgehende Serienrollen: in der Rolle des Ex-BKA-Chefs Manfred Seifert in Delta Team, als Musikagent Bradford in der ARD-Fernsehserie Vater wider Willen und als Gutsbesitzer Alexander Hofstädter in der ZDF-Fernsehserie Girl Friends, wo er gemeinsam mit Mariele Millowitsch und Walter Sittler spielte. In der historischen SAT1-Serie Unter den Linden – Das Haus Gravenhorst war er in der durchgehenden Rolle des Butlers Carl Bloom zu sehen. In der ZDF-Serie Notruf Hafenkante spielte er von 2007 bis 2013 den Polizeichef und Revierleiter Martin Berger.
Jäger wirkte auch bei einigen Kurzfilmen und in einigen Kinoproduktionen mit. Seine erste Kinorolle war 1998 eine kleine Rolle als Ober in dem Film Aimée & Jaguar von Max Färberböck. In Marlene von Joseph Vilsmaier spielte er 2000 einen US-General in Uniform. 2003 gehörte er zur Besetzung des Films Das Wunder von Bern von Sönke Wortmann.
Jäger arbeitet auch als Sprecher für Hörspiele und tritt mit Lesungen und als Rezitator auf.
Peer Jäger ist seit 1993 mit der Schauspielerin Manon Straché verheiratet.

## Filmografie (Auswahl)
- 1959: Musterknaben
- 1965: Der Reserveheld
- 1984: Iphigenie in Aulis (Theateraufzeichnung)
- 1989: Polizeiruf 110: Mitternachtsfall (TV-Reihe)
- 1992: Einer zahlt immer
- 1992: Schlafende Hunde
- 1994: Bella Block: Die Kommissarin
- 1995: Alles außer Mord
- 1995: Tatort – Mordauftrag (TV-Reihe)
- 1995–1998: Girl Friends
- 1996: Rosa Roth – Montag, 26. November
- 1997: Stubbe – Von Fall zu Fall: Stubbe und der Geisterpolizist
- 1998: Tatort – Russisches Roulette
- 1998–1999: Delta Team
- 1998: Vater wider Willen
- 1998: Aimée & Jaguar
- 1998: Edgar Wallace – Das Schloss des Grauens
- 1999: Die Cleveren
- 1999: Tatort – Blinde Kuriere
- 2000: Rosamunde Pilcher – Zerrissene Herzen
- 2000: Marlene
- 2000: Scharf aufs Leben
- 2001: HeliCops – Einsatz über Berlin
- 2001: Späte Rache
- 2002: Das Traumschiff – Thailand
- 2003: Das Wunder von Bern
- 2003: Ein Fall für zwei
- 2003: Mit Herz und Handschellen
- 2003: Wolffs Revier
- 2003: Kunden und andere Katastrophen
- 2003: Stubbe – Von Fall zu Fall: Opfer im Zwielicht
- 2004: Der letzte Zeuge
- 2005: SOKO Leipzig
- 2005: Die Schwarzwaldklinik – Die nächste Generation
- 2005: Die Schwarzwaldklinik – Neue Zeiten
- 2005: Liebe nach dem Tod
- 2006: Himmel über Australien (Fernsehfilm)
- 2006: Der Bulle von Tölz: Kochkünste
- 2006: Unter den Linden – Das Haus Gravenhorst
- 2007: Im Tal der wilden Rosen – Ritt ins Glück
- 2007: SOKO Wismar
- 2007: Da kommt Kalle – Falscher Fuffziger
- 2007: Alarm für Cobra 11 – Die Autobahnpolizei
- 2007: Hallo Robbie!
- 2007–2013: Notruf Hafenkante
- 2008: Der Tod meiner Schwester
- 2013: Rosamunde Pilcher – Die versprochene Braut
- 2014: Morden im Norden – Goldfinger
- 2014–2016: Ein Fall von Liebe
- 2018: Die Spezialisten – Im Namen der Opfer – Die Lüge
- 2019: 23 Morde – Bereit für die Wahrheit?